# Touch ID
Touch ID è un sistema di riconoscimento biometrico sviluppato da Apple, basato su un lettore di impronte digitali. Viene implementato su iPhone, iPad e Mac, e in alcuni modelli più recenti di iPhone e iPad è stato sostituito da Face ID.

## Storia

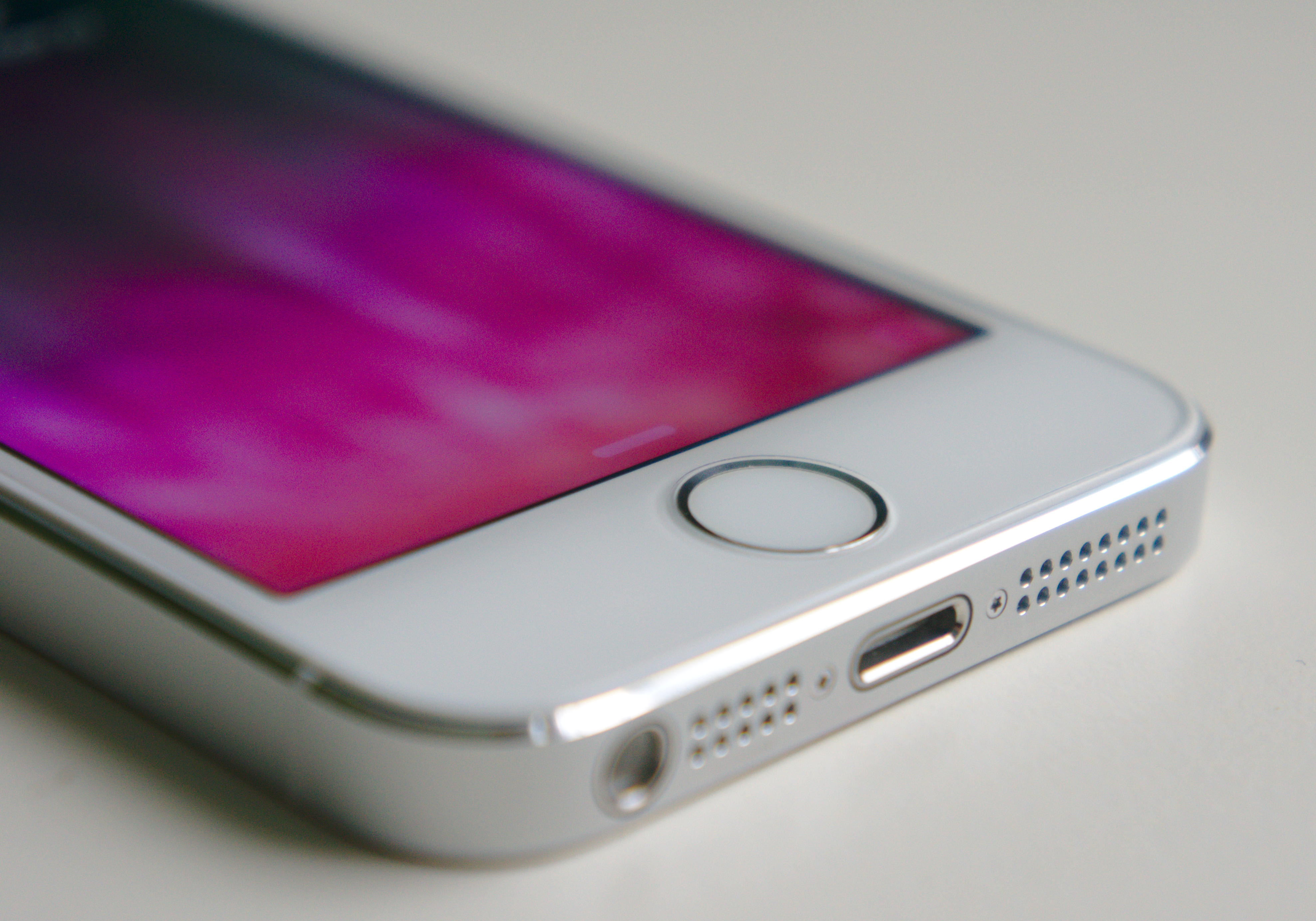
iPhone 5s, il primo dispositivo Apple a montare Touch ID sul tasto home.

Nel 2012 Apple ha acquistato, per 356 milioni di dollari AuthenTec, una società specializzata in software per la lettura delle impronte digitali, e alcuni rumor, contestualmente, indicavano appunto che il successore dell'iPhone 5 sarebbe stato dotato di un sensore per la loro identificazione. Il 10 settembre 2013 viene infatti presentato l'iPhone 5s, che introduce Touch ID.
Con l'iPhone 6 — e con iOS 8 — viene lanciato Apple Pay, nonché la possibilità di autorizzare l'operazione di pagamento con l'impronta digitale. Con il modello successivo, l'iPhone 6s, Touch ID si evolve nella sua seconda generazione, che sarà montata anche sui dispositivi successivi, eccezion fatta per l'iPhone SE di prima generazione, che monta la prima generazione.
Con l'iPhone X Apple introduce un nuovo sistema di riconoscimento, non più basato sul riconoscimento delle impronte bensì del volto, chiamato Face ID. Tuttavia, su alcuni modelli di iPhone, iPad e Mac continuerà ad implementare il sistema di riconoscimento di impronte digitali. Su iPad Air 4, iPad mini 6, MacBook Pro e MacBook Air esso è incorporato nel tasto di accensione, anziché nel tasto home.

## Tecnologia

### Utilizzi
Touch ID consente di:
- sbloccare il dispositivo;
- accedere all'elenco delle password salvate;
- eseguire pagamenti con Apple Pay ed autorizzare download e/o pagamenti sull'App Store;
- accedere ad aree protette delle applicazioni che ne sfruttano le API.

### Componenti
È composto di due parti:

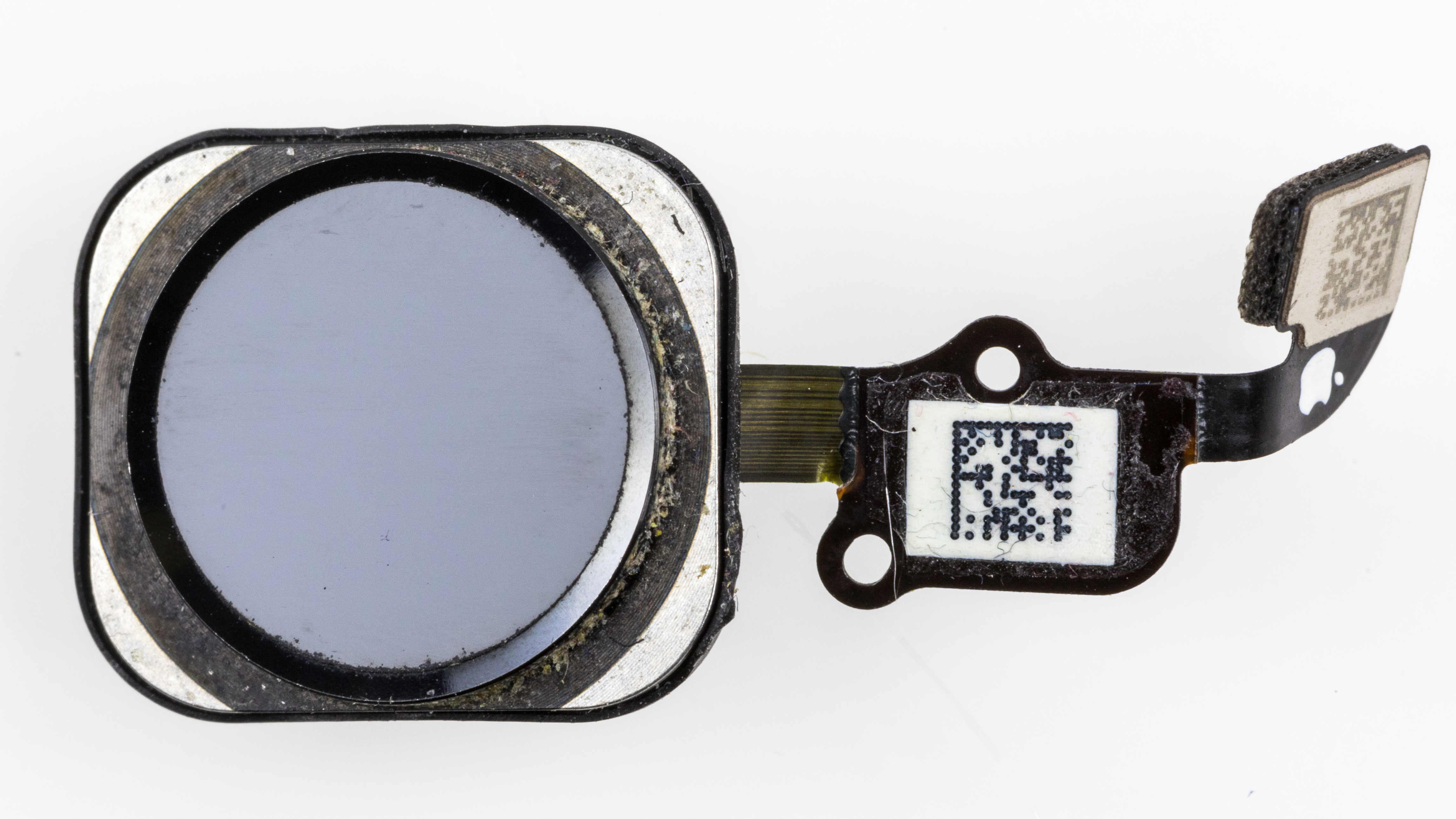
Il tasto home, con Touch ID integrato, di un iPhone 6s.

- zaffiro tagliato al laser[9], per il rilevamento dei dermatoglifi;
- anello di acciaio inossidabile, per stabilire se sul pulsante è presente o meno un dito.

### Funzionamento
Il modello dell'impronta viene crittografato e inviato alla Secure Enclave del system-on-a-chip (su iPhone e iPad) o del chip T2/T3 (su Mac) del dispositivo, per verificare la corrispondenza con il campione salvato in fase di configurazione della funzionalità. I dati biometrici sono memorizzati sotto forma di algoritmo matematico, e sono inaccessibili alle applicazioni e ad Apple stessa. Touch ID viene temporaneamente disabilitato — richiedendo di digitare il codice PIN per poter sbloccare il dispositivo — effettuando 5 scansioni non riconosciute, dopo 48 ore di inattività, dopo il riavvio del dispositivo o se viene aperto il menù di spegnimento dello stesso.
Il sensore utilizza il tocco capacitivo per rilevare il dito, ed ha uno spessore di 170 µm, con una risoluzione di 500 punti per pollice. Touch ID è in grado di scansionare il dito a prescindere dalla sua direzione, ed è possibile memorizzare fino ad un massimo di 5 impronte digitali.

## Dispositivi

### iPhone

#### 1ª generazione
- iPhone 5s
- iPhone 6 e iPhone 6 Plus
- iPhone SE (1ª generazione)

#### 2ª generazione
- iPhone 6s e iPhone 6s Plus
- iPhone 7 e iPhone 7 Plus
- iPhone 8 e iPhone 8 Plus
- iPhone SE (2ª generazione)
- iPhone SE (3ª generazione)

### iPad

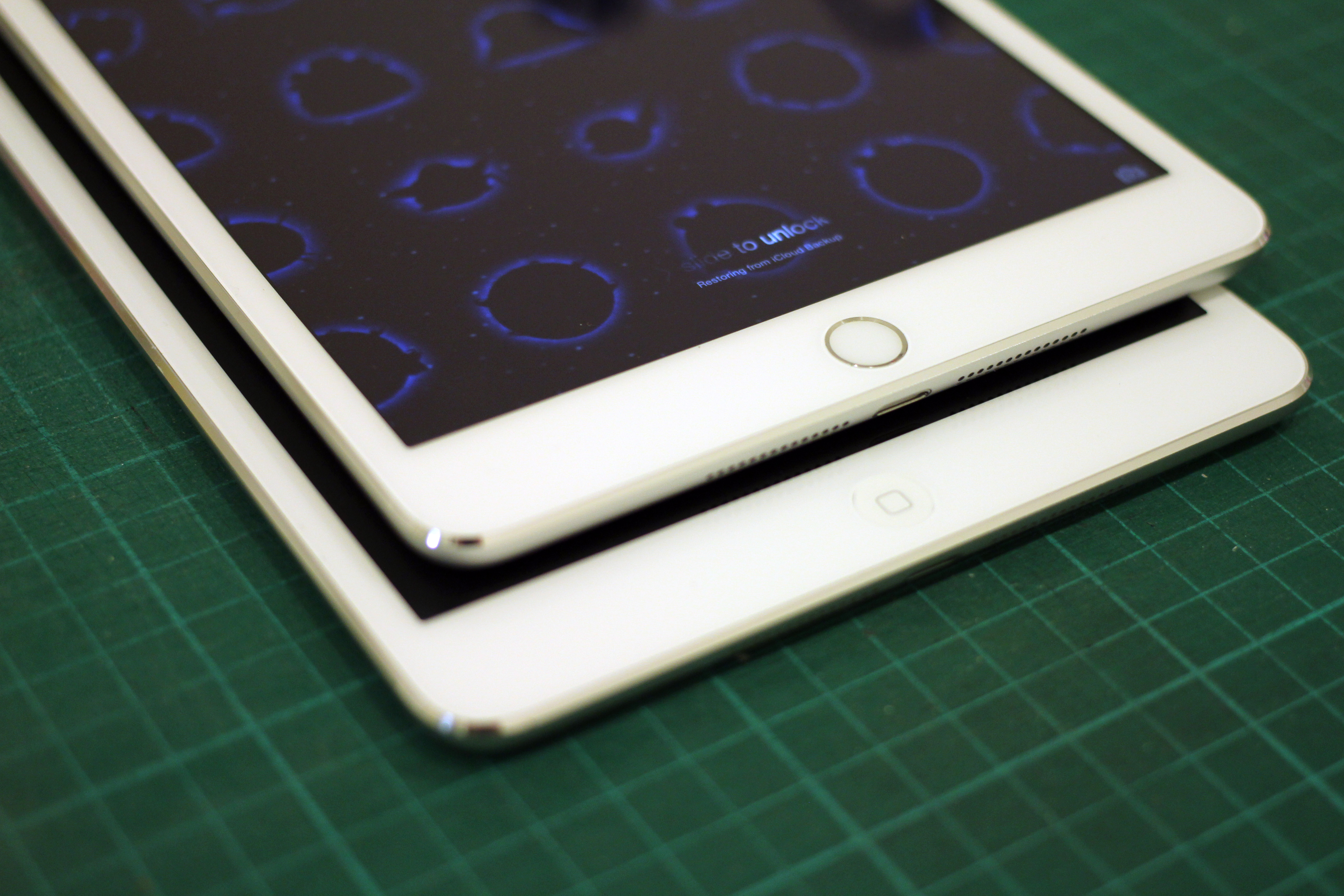
Un iPad mini 3 sopra un iPad mini 2, il primo dispone del Touch ID.

#### 1ª generazione
- iPad Air (2ª generazione)
- iPad mini (3ª generazione)
- iPad mini (4ª generazione)
- iPad Pro (1ª generazione)
- iPad (5ª generazione)
- iPad (6ª generazione)
- iPad (7ª generazione)
- iPad (8ª generazione)
- iPad (9ª generazione)

#### 2ª generazione
- iPad Pro (2ª generazione)
- iPad Air (3ª generazione)
- iPad mini (5ª generazione)
- iPad Air (4ª generazione)
- iPad mini (6ª generazione)
- iPad Air (5ª generazione)
- iPad (10ª generazione)

### Mac

#### 2ª generazione
- Book Air (3ª gen)
- Book Pro (4ª gen, con touch bar)
- Book Pro (5ª gen)

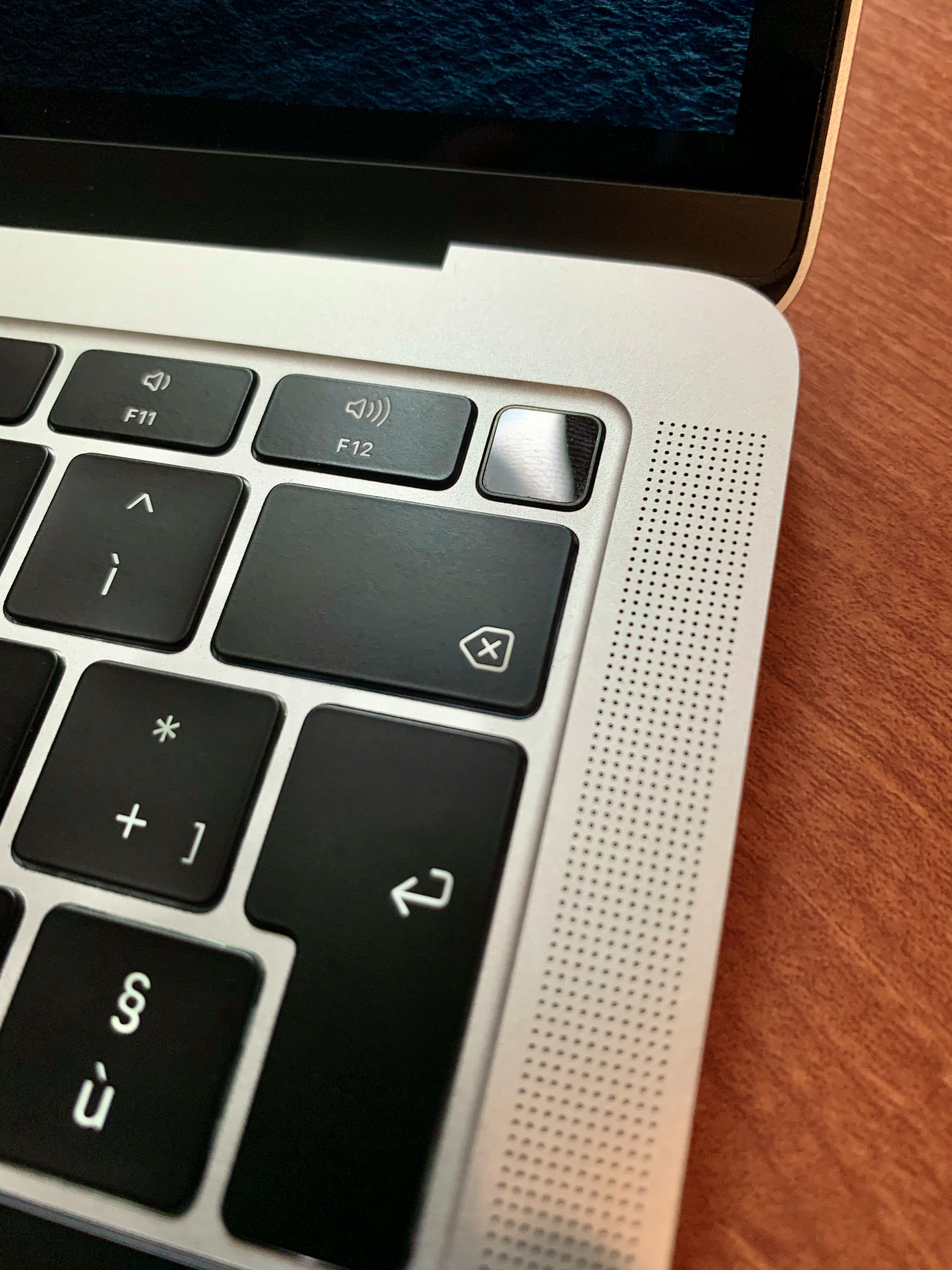
Il Touch ID di un MacBook Air di terza generazione.

- Magic Keyboard con Touch ID
- Magic Keyboard con Touch ID e tastierino numerico